# Silvana Chojnowski
Silvana Chojnowski (Francoforte sul Meno, 17 aprile 1994) è una calciatrice tedesca naturalizzata polacca, attaccante del Cloppenburg e della nazionale polacca.

## Carriera

### Nazionale
Selezionata più volte dalla Federazione calcistica della Germania per vestire le maglie delle nazionali giovanili, con il miglior risultato di vicecampionessa mondiale Under-20 nell'edizione di Giappone 2012 con la maglia dell'Under-20, dal gennaio 2016, grazie alla doppia nazionalità datale dai genitori, decide di accettare la proposta dalla Federazione polacca per essere inserita in rosa con la nazionale maggiore sotto la guida del selezionatore Wojciech Basiuk, prima all'edizione 2016 della Cyprus Cup e contribuendo a conquistare la seconda posizione nel torneo, e in seguito per le qualificazioni al campionato europeo femminile di calcio 2017.

## Palmarès

### Club
- Coppa di Germania: 1

1. FFC Francoforte: 2010-2011